# لرالا، بوتسوانا
لرالا (به انگلیسی: Lerala) شهری در ناحیهٔ مرکزی کشور بوتسوانا است که در سال ۲۰۰۰ میلادی ۶٬۷۴۰ نفر جمعیت داشته که از این تعداد، ۳٬۱۰۷ نفر مرد و ۳٬۶۳۳ نفر زن بوده‌اند.